# 幌內線
幌内线（日语：／ Horonai sen */?）曾經是一條連結北海道（空知支廳管內，現在的空知綜合振興局）岩見澤市的岩見澤站至三笠市的幾春別站的本線，另有同市的三笠站分岔至幌內站的貨物支線，屬於日本國有鐵道（國鐵）及北海道旅客鐵道（JR北海道）的鐵路線（地方交通線）。根據國鐵再建法的施行獲指定為第2次特定地方交通線，1987年（昭和62年）7月12日全線廢除。
路線名稱來自終點站幌內站，源自阿伊努語的「poro-nay」（大溪流）。

## 路線資料（廢除時）
- 管轄、路段（營業距離）：
  - 北海道旅客鐵道（第一種鐵道事業者）
    1. 岩見澤站－幾春別站間 18.1公里
    2. 三笠站－幌內站間 2.7公里（貨物支線）

  - 日本貨物鐵道（第二種鐵道事業者）
    1. 岩見澤－三笠－幌內 13.6公里
- 軌距：1,067毫米（窄軌）
- 全線單線
- 電氣化方式：全線非電氣化（日语：非電化）
- 閉塞方式：Tablet閉塞式（末期的支線是票券閉塞式）
  - 可進行交會車站：1個（三笠）

## 历史
幌内线的前身是于1882年开通的官营幌内铁路的岩见泽站至幌内站部分路段。该线路是输送幌内煤矿及其沿线煤矿出产的煤而连接小樽，苫小牧和室兰的港口的交通线。1889年转让与北海道炭矿铁道，之后又依据铁道国有法，于1906年收归国有，并于1909年划分为手宫线，函馆本线与幌内线。
伴随幌内煤矿的衰落，线路的客运和货运亦逐步减少，1972年11月，三笠至幌内的客运终止并废除幌内住吉站。至1979年，幌内线营业系数（每100日元收入所对应营业成本）达到718。1980年国铁再建法实行后，幌内线于1984年第二次特定地区交通线划分中被认定为废除线路。1987年由北海道旅客鐵道繼承日本国有铁道（货运由则日本货物铁道承繼）后，於同年6月19日終止貨運，7月12日，幌内线全线終止營運，转由北海道中央巴士提供沿線運輸服務，成为北海道旅客铁道繼承日本国有铁道后最早终止服务的铁路线。

## 車站列表
所在地以廢除時為準。所有車站都位於北海道（空知管內）。

### 本線
| 中文站名 | 日文站名 | 英文站名 | 站間距離 | 營業距離 | 接續路線                           | 所在地   |
| -------- | -------- | -------- | -------- | -------- | ---------------------------------- | -------- |
| 岩見澤   |          |          | -        | 0.0      | 北海道旅客鐵道：函館本線、室蘭本線 | 岩見澤市 |
| 榮町     |          |          | -        | (4.0)    |                                    | 岩見澤市 |
| 萱野     |          |          | 6.3      | 6.3      |                                    | 三笠市   |
| 三笠     |          |          | 4.6      | 10.9     | 北海道旅客鐵道：幌內線（貨物支線） | 三笠市   |
| 唐松     |          |          | 3.9      | 14.8     |                                    | 三笠市   |
| 彌生     |          |          | 2.0      | 16.8     |                                    | 三笠市   |
| 幾春別   |          |          | 1.3      | 18.1     |                                    | 三笠市   |

- 廢除時榮町站仍然未有設定營業距離。

### 貨物支線
| 中文站名   | 日文站名 | 英文站名 | 站間距離 | 營業距離 | 接續路線、備註                 | 所在地 |
| ---------- | -------- | -------- | -------- | -------- | ------------------------------ | ------ |
| 三笠       |          |          | -        | 0.0      | 北海道旅客鐵道：幌內線（本線） | 三笠市 |
| 幌內住吉   |          |          | 1.2      | 1.2      | 1972年11月1日廢除              | 三笠市 |
| （貨）幌內 |          |          | 1.5      | 2.7      |                                | 三笠市 |

## 废线替换交通
线路废止后，原幌内线的线路由北海道中央巴士的岩见泽营业所的巴士线路接替其交通职能，主要包括延长新东町线往荣町方向的路线，延长几春别线并在岩见泽站增设岩见泽站前停车点。在两条路线都经过萱野车站周边以及旧铁路沿线也增设了岩见泽·桂泽线的巴士设施。原有沿幌内支线的三笠·幌内线也持续运作。

2005年12月1日，由于旅客滞留的缓解，北海道中央巴士撤销了三笠·幌内线以及岩见泽·桂泽线，并将区间运作移交三笠市营巴士。三笠市营的萱野线与幌内线运营原幌内支线和三笠至萱野路段交通，北海道中央巴士的“高速三笠号”和三笠线22/23号分别负责岩见泽至萱野和岩见泽至三笠的交通。2009年6月1日，萱野线废除。

现在仍在运营的公交线路有：

- 三笠线【22/23】(北海道中央巴士)

【22】岩见泽终点站 - 劳灾病院正门 - 5条东18丁目 - 三笠入口 - 三笠市民会館 - 幾春別町

【23】岩见泽终点站 - 劳灾病院正门 - 5条东18丁目 - 三笠入口 - AEON三笠店南口 - 三笠市民会館 - 幾春別町

- 日之出台・荣町循环线【3/4】(北海道中央巴士)

【3】→ 岩见泽终点站 - 6条通 - 合同厅舍前 - 日之出台 - 5条東18丁目 - 荣町 - 劳灾病院前 - 岩见泽终点站←【4】

- “高速三笠号”(北海道中央巴士)

三笠市民会館 - 岩见泽终点站 - （岩见泽立交） - 札幌站前终点站
- 幌内线(三笠市营巴士)

三笠小学 - 市立医院 - 互助健康中心 - 市民会館 - クロフォード公园 - 初音町入口 - 住吉 - 北星町 - 幌内市民中心 - 铁道纪念馆 - 幌内1丁目

## 线路简史
- 1882年 11月13日 官营幌内铁路（札幌 - 幌向 - 幌内太 - 幌内） 开始运营。幌内太站以及（货运）幌内站设立。
- 1883年 2月2日 幌内太 - 幌内之间的客运开始运营。幌内站从货物站改为一般站。
- 1884年 8月15日 新设立岩见泽站。
- 1888年 12月10日 幌内太 - 郁春別段延长线开始运营。郁春別站设立。
- 1889年 5月28日 郁春別站改名为几春别站。
  - 12月11日 北海道矿碳铁路运营转让。
- 1906年 10月1日 岩見沢至幌内之间、幌内太至幾春別之间路段被收归国有。
- 1909年 10月12日 国有铁道命名为幌内线。
- 1913年 9月11日 萱野站设立。
- 1929年 12月15日 （货运）唐松站设立。
- 1930年 8月1日 唐松站从货物站改为一般站。
- 1944年 4月1日 幌内太站改名为三笠站。
- 1948年 1月25日 弥生停车站设立。
- 1950年 1月20日 住吉停车站设立。
- 1951年 
  - 2月14日以前 住吉停车站改名为幌内住吉停车站。
- 12月20日 弥生停车站改为弥生站。
- 1958年 8月5日 幌内住吉仮停车站改名为幌内住吉站。
- 1972年 11月1日 三笠至幌内之间客运线停止运营。幌内住吉站废除。幌内站从一般站改为货物站。幌内线改为岩见泽 - 几春别间线以及三笠 - 幌内间货运支线。
- 1980年 10月1日 荣町停车站设立。
- 1981年 5月25日 三笠 - 幾春別之间的货运终止。
- 1984年 6月22日 第2次特定地方交通线认定幌内线废除。
- 1987年 
  - 4月1日 日本国有铁道分割，北海道旅客鉄道与日本貨物鉄道继承幌内线运营。荣町停车站改为荣町站。
  - 6月19日 幌内线货运终止运营。
  - 7月13日 幌内线全线终止运营。
- 2005年 12月1日 替换的北海道中央巴士岩桂線停止运营。三笠市营公交萱野線作为代替路線开始运营。北海道中央巴士“高速三笠号”开始在萱野设立停车点。
- 2009年 6月1日 三笠市营公交萱野停止运营。